# Manolo Contreras
Manuel Antonio Contreras Zambrano (San Cristóbal, 30 de agosto de 1956), también conocido como Manolo Contreras, es un exfutbolista y entrenador venezolano. Es entrenador en la  Academia Tiki Taki en Argentina .

## Trayectoria como futbolista
Debutó como futbolista profesional a los 23 años con el Deportivo San Cristóbal (años más tarde Deportivo Táchira) desde 1976 hasta 1979, cuando pasa a las filas del Atlético Falcón. En 1980, defendió la camiseta de Deportivo Lara Fútbol Club. Volvió al Deportivo Táchira en 1981 para coronarse campeón de primera división. En ese período, fue parte de la preselección de la selección venezolana para los Juegos Bolivarianos en La Paz, Bolivia de 1977.

## Trayectoria como entrenador
Movido por el deseo de ser entrenador, colgó las botas muy joven y empezó a prepararse como estratega. En 1981 alcanzó el nivel "C" de entrenador. Ya en 1984 estaba colegiado en el Colegio de Entrenadores de Venezuela. Realizó cursos FIFA en 1984, 1986 y 1989. También tomó un curso dictado por el Comité Olímpico Internacional en 1990.
Su primera experiencia internacional llegaría en 1991, cuando realizó pasantías en el Atlético Nacional de Colombia, equipo que era dirigido por el colombiano Hernán Darío Gómez. Posteriormente, en 1992, se movió a Cali a realizar otras pasantías, esta vez con el América de Cali dirigido por el también colombiano Francisco Maturana. Contreras seguiría sus estudios en el exterior, y en el año 2002 obtuvo el título de director técnico en la Escuela Nacional de Directores Técnicos de México.
Empezó como entrenador profesional a los 30 años, dirigiendo en segunda división al Comercial Chino. Posteriormente dirigiría al Deportivo Táchira en 1989. Seguiría en 1990 con el Unión Atlético Táchira donde fue segundo entrenador.
En 19993, llegó al banquillo de la selección de fútbol de Venezuela como asistente técnico del entrenador Ratomir Dujkovic en la gira de la selección por Alemania, en la Copa América 1993 en Ecuador y en las eliminatorias al mundial de Estados Unidos 1994.
En 1995 alcanzó el ascenso a primera división con el equipo San Cristóbal. En 1996 fue director técnico de Unión Atlético Táchira, club con el cual consiguió clasificar a la Copa Conmebol. Dirigió al Unión Atlético El Vigía en la temporada 1997-98. Ascendió de segunda a primera división al Atlético Zamora en 1998, equipo que dirigió hasta 1999, cuando tomó las riendas del Carabobo. En el año 2001 entrenó al Monagas y Mineros de Guayana, ambos en primera división. Internacionalmente, estuvo al mando de Coyotes de Coyoacán y fue director deportivo de la Escuela de Fútbol Profesional Raúl “Pollo” Gutiérrez, ambos en México (2002-03). Fue asistente técnico de César Farías en el Deportivo Táchira en las Copa Libertadores de 2004 y 2005.
El 6 de marzo de 2008 fue nombrado entrenador del Aragua Fútbol Club. Bajo la dirección de Manolo Contreras, Aragua empató 2:2 ante el Unión Atlético Maracaibo en la ciudad de Maracaibo. Todo quedaría definido el 16 de abril tras conseguir un empate a cero en Maracay. En sus 6 años de historia el club se consagró campeón de la Copa Venezuela 2007, recibiendo el derecho de participar en la Copa Sudamericana 2008. El 15 de marzo de 2010, Manolo Contreras es despedido tras no conocer la victoria en 21 juegos de manera consecutiva como visitante.

## Palmarés

### Como jugador
| Club              | Título           | Año  |
| ----------------- | ---------------- | ---- |
| Deportivo Táchira | Primera División | 1981 |

### Como entrenador
| Club   | Título         | Año  |
| ------ | -------------- | ---- |
| Aragua | Copa Venezuela | 2008 |